# King of Dragon Pass
King of Dragon Pass est un jeu vidéo de stratégie et de simulation fantastique publié en 1999 par A Sharp. Situé dans le monde fictif de Glorantha, le joueur contrôle le destin d'un clan barbare qui s'installe dans la dangereuse région frontalière de Dragon Pass.
Sorti à l'origine sur PC, le jeu a été un échec commercial mais est devenu un classique culte,. Il a été porté sur iOS en 2011, puis est sorti sur Android et réédité sur PC. Les versions iOS ont connu un succès commercial bien plus important que la version PC originale, ce qui a donné lieu à un successeur spirituel, Six Ages: Ride Like The Wind, qui est sorti en 2018. 